# کاتینکا (فیلم)
کاتینکا (دانمارکی: Ved vejen) فیلمی در ژانر درام به کارگردانی ماکس فون سیدو است که در سال ۱۹۸۸ منتشر شد. از بازیگران آن می‌توان به اوله ارنست و گیتا نوربی اشاره کرد.